# Dagboek van een onbenul
Dagboek van een onbenul (originele titel The Diary of a Nobody), is een Engelstalig humoristisch dagboek geschreven door George Grossmith en zijn broer Weedon Grossmith met tekeningen van Weedon Grossmith, verscheen in het tijdschrift Punch in 1888-'89, en in 1892 in boekvorm. Het wordt beschouwd als een klassieker onder de humoristische romans.
Het dagboek is dat van Charles Pooter, een gewone bediende in de City van Londen die graag belangrijker zou zijn dan hij in werkelijkheid is. De andere personages zijn Carrie (zijn echtgenote), zijn zoon Lupin, zijn vrienden Mr Cummings and Mr Gowing, en de ongeschikt bevonden verloofde van Lupin, Daisy Mutlar. De humor komt vooral voort uit de eigendunk van Pooter, de onbewuste stommiteiten welke hij begaat en de minachting waarmee hij behandeld wordt door mensen die hij als zijn sociale minderen ziet. Uit het boek is zelfs een nieuw Engels woord ontstaan, "Pooterish", dat gebruikt wordt wanneer iemand zichzelf erg serieus neemt.
Pooter wordt vermeld in John Betjemans gedicht over Wembley.

## Bewerkingen
In 1964 werd voor BBC 2 een zwart-witfilm geproduceerd door Ken Russell met Bryan Pringle in de hoofdrol en Jonathan Cecil als Cummings.
In 1979 verscheen er een tv-versie van de roman, gevolgd door een nieuwere versie in 2007 met Hugh Bonneville als Charles Pooter.